# OpenAM
 (avril 2021).
Si vous disposez d'ouvrages ou d'articles de référence ou si vous connaissez des sites web de qualité traitant du thème abordé ici, merci de compléter l'article en donnant les références utiles à sa vérifiabilité et en les liant à la section « Notes et références ».
OpenAM est un système de gestion des identités et de contrôle des accès en open source, et en plus une plate-forme serveur de fédération d'identités (en) (Federated Identity).
La société ForgeRock a annoncé en février 2010 qu'elle continuera à développer et à supporter le logiciel OpenSSO de l'ancienne société Sun puisqu'Oracle a choisi maintenant d'abandonner le développement du projet et du logiciel. La société ForgeRock a rebaptisé le produit OpenSSO en OpenAM parce qu'Oracle conserve les droits sur le nom OpenSSO.
ForgeRock a annoncé qu'il allait poursuivre la sortie de nouvelles versions d'OpenAM en suivant la feuille de route d'origine de Sun Microsystems.

## Fonctionnalités
- Authentification - Validation de l'Identité numérique
- Autorisation - Comprend l'application des politiques d'accès aux ressources réseau
- Authentification unique (Single sign-on) (SSO) web
- Fédération d'identités (en)

## Support sur la version d'OpenAM
Une version OpenAM de ForgeRock est équivalente à une version OpenSSO Enterprise de Sun. 
Un support complet grâce à des correctifs de maintenance est disponible et est fournie par ForgeRock.

## Version Snapshot d'OpenSSO
Une version Snapshot de ForgeRock est équivalente à une version OpenSSO Express de Sun.
Un support complet grâce à des correctifs est disponible via les compilations de binaires la nuit (nightly builds).